# Сосна белая китайская
Сосна́ бе́лая кита́йская, или Сосна Арма́на (лат. Pīnus armāndii) — вид растений рода Сосна (Pinus) семейства Сосновые (Pinaceae). Латинское название присвоено в честь Армана Давида, который интродуцировал растение в Европе.

## Распространение
Растение родом из Китая, где его ареал занимает территорию начиная от юга провинций Шаньси, Ганьсу и до юга провинции Юньнань, c отдельными популяциями в провинции Аньхой и на Тайване, а также с небольшими популяциями в северной Мьянме. Этот вид сосны растет преимущественно на высотах от 1000 до 3300 м.

## Ботаническое описание
Дерево высотой 25-35 метров. Диаметр ствола до 1 м. Ветви длинные, образуют рыхлую крону.
Иглы собраны в пучки по 5, длиной 8-15 см, хвоя светло-зелёная.
Мужские шишки прямостоячие или свисающие, цилиндрические либо вытянуто яйцевидные. Женские шишки яйцевидные, коричневато-золотистые, длиной 14-20 см и диаметром 6 см.
Семена желтовато-коричневые либо коричнево-чёрные, размером 10-15 мм в длину и 6-10 мм диаметром, бескрылые.

## Таксономия
Имеет два (три) подвида (разновидности):
- Pinus armandii var. armandii — типовой подвид.
- Pinus armandii var. mastersiana — распространён на Тайване.
- Pinus armandii var. dabeshanensis— рассматривается некоторыми источниками как отдельный вид [1][2].

Вид очень близок к видам Pinus amamiana и Pinus fenzeliana, которые ранее рассматривались как его подвиды .

## Использование и выращивание
Семена сосны белой китайской используются в пищу. Массово выращивается в Китае в качестве источника строительной древесины. В посадках и в культуре может поражаться пузырчатой ржавчиной вызываемой грибом Cronartium ribicola.